# David Müller (Verleger)
David Müller (* 25. März 1591 in Braunau; † 14. März 1636 in Breslau) war ein deutscher Verleger.
Müller war in Breslau Lehrling von David Albrecht und Johann Eyring. Er gründete 1613 seine eigene Buchhandlung. David Müller verlegte zahlreiche Werke von Martin Opitz.